# Isidro Pólit
Isidro Pólit Boixareu (Alella, 1880 - Barcelona, 19 de octubre de 1958) fue un astrónomo español. 
Nació en la Casa Gaetana de Alella. Se licenció en ciencias en 1902 y se doctoró en 1904. Fue nombrado catedrático de la Universidad de Barcelona como auxiliar y luego como sucessor de Eduardo Alcobé y Arenas. También fue ayudante de José Comas y Solá en el Observatorio Fabra y tras la muerte de éste (1937) fue nombrado director de la Sección de Astronomía.
El 17 de noviembre de 1941 descubrió un asteroide, llamado provisionalmente 1941 WA y que ha recibido el nombre definitivo de (4298) Jorgenúnez por la Unión Astronómica Internacional. Por otra parte el asteroide descubierto por Comas y Solà (1708) Pólit fue bautizado así en su honor por su descubridor.